# Joe DiPenta
Joseph „Joe“ DiPenta (* 25. Januar 1979 in Barrie, Ontario) ist ein ehemaliger kanadischer Eishockeyspieler, der im Verlauf seiner aktiven Karriere zwischen 1997 und 2011 unter anderem 206 Spiele für die Atlanta Thrashers und Mights Ducks of Anaheim bzw. Anaheim Ducks in der National Hockey League (NHL) auf der Position des Verteidigers bestritten hat. Mit den Ducks gewann DiPenta, der ebenso 576 Partien in der American Hockey League (AHL) absolvierte, im Jahr 2007 den Stanley Cup.

## Karriere
DiPenta begann seine Karriere im Sommer 1997 im Team der Boston University im Spielbetrieb der National Collegiate Athletic Association (NCAA), bevor der Verteidiger beim NHL Entry Draft 1998 als 61. in der dritten Runde von den Florida Panthers aus der National Hockey League (NHL) ausgewählt (gedraftet) wurde. Vor seinem Wechsel in den Profibereich verließ DiPenta die Universität jedoch im Frühjahr 1999 und verbrachte die Saison 1999/2000 bei den Halifax Mooseheads in der Ligue de hockey junior majeur du Québec (LHJMQ), mit denen er in dieser Spielzeit auch am prestigeträchtigen Memorial Cup teilnahm.
Bei den Panthers kam der Rechtsschütze jedoch nicht zum Zug, sodass er im Juli 2000 als Free Agent von den Philadelphia Flyers verpflichtet wurde. Doch auch in Philadelphia wurde DiPenta nur bei den Philadelphia Phantoms, dem Farmteam der Flyers, in der American Hockey League (AHL) eingesetzt. Am 5. März 2002 wurde der Kanadier als Folge dessen im Tausch gegen Jarrod Skalde zu den Atlanta Thrashers transferiert. Für die Thrashers absolvierte DiPenta in der Saison 2002/03 schließlich seine ersten NHL-Einsätze, der Durchbruch gelang ihm jedoch auch hier nicht. Ebenso wenig wie bei seiner nächsten Station, den Vancouver Canucks – allerdings auch durch den Ausfall der NHL-Saison 2004/05 durch den Lockout. Der Kanadier spielte daher in dieser Spielzeit für Vancouvers Kooperationspartner Manitoba Moose in der AHL. Dies änderte sich erst mit seinem Wechsel zu den Mighty Ducks of Anaheim zur Saison 2005/06, denen er sich ebenfalls als Free Agent anschloss. Mit dem in Anaheim Ducks umbenannten Franchise gewann Joe DiPenta im Verlauf der Stanley-Cup-Playoffs 2007 zum ersten Mal in seiner Karriere die gleichnamige Trophäe.
Nach einer weiteren Spielzeit bei den Kaliforniern, in der er allerdings seinen Stammplatz verlor, wechselte DiPenta im Sommer 2008 erstmals ins europäische Ausland. Er verbrachte eine Saison beim Frölunda HC aus der schwedischen Elitserien. Zur Spielzeit 2009/10 erhielt der Abwehrspieler wieder ein Vertragsangebot aus Nordamerika, sodass er im Juli 2009 ein Arbeitsverhältnis mit den Buffalo Sabres aus der NHL einging. In der Organisation der Sabres kam er aber ausschließlich für das AHL-Farmteam Portland Pirates zu Einsätzen. Seine letzte Profisaison verbrachte DiPenta bei deren Ligakonkurrenten Syracuse Crunch, ehe er seine aktive Laufbahn im Sommer 2011 im Alter von 32 Jahren für beendet erklärte. Nach seinem Karriereende war er in der Saison 2022/23 im Trainerstab der Dalhousie University tätig.

## Erfolge und Auszeichnungen
- 2002 Calder-Cup-Gewinn mit den Chicago Wolves
- 2007 Stanley-Cup-Gewinn mit den Anaheim Ducks

## Karrierestatistik
(Legende zur Spielerstatistik: Sp oder GP = absolvierte Spiele; T oder G = erzielte Tore; V oder A = erzielte Assists; Pkt oder Pts = erzielte Scorerpunkte; SM oder PIM = erhaltene Strafminuten; +/− = Plus/Minus-Bilanz; PP = erzielte Überzahltore; SH = erzielte Unterzahltore; GW = erzielte Siegtore; 1 Play-downs/Relegation; Kursiv: Statistik nicht vollständig)